# Жозе Алтафини
Жозе Жоао Алтафини (на португалски: José João Altafini, в бразилския национален отбор играл с името Мацола, на италиански: Mazzola), собственото име се произнася на португалски по-близко до Жузѐ Жуа̀у) е бивш бразилско-италиански футболист, нападател.
Играе в „Пирасикаба“, „Палмейрас“ от 1953 до 1958 г., „Милан“ от 1958 до 1965 г., „Наполи“ от 1965 до 1972 г., „Ювентус“ от 1972 до 1976 г. и в швейцарския „ФК Киасо“ през 1979 г. Шампион на Италия през 1959, 1962, 1972, 1973, 1975 и 1976 г. Носител на КЕШ през 1963 г. с „Милан“, където на финала срещу Бенфика е автор и на двата гола за победата с 2:1. Финалист за КЕШ през 1973 г. с „Ювентус“. Отбелязал е 216 гола. Има 20 гола в 19 мача от евротурнирите.
В националния отбор на Бразилия има 19 мача и 6 гола. Дебютира на 16 юни 1957 г. срещу Португалия – 3:0 в Сао Пауло. Световен шампион през 1958 г. в Швеция, където е известен под името „Мацола“. Там играе и своя последен мач за националния отбор – на 19 юни 1958 г., вторият мач от груповата фаза срещу Англия – 1:0, по време на който е тежко контузен. През 1959 г. приема италианско гражданство и на 15 октомври 1961 г. дебютира в скуадра адзура в Тел Авив срещу Израел 4:2. С националната фланелка на Италия изиграва 6 мача и вкарва 5 гола, като участва и на Световното първенство през 1962 г. в Чили. Притежава добра техника и нюх към гола.